# Кемер
Кеме́р (тур. Kemer) — район турецкой провинции Анталья, курортный и портовый город на средиземноморском побережье. Расположен в 42 километрах к юго-западу от Антальи у подножия Таврских гор, входит в так называемую Турецкую ривьеру.
Постоянное население города — чуть более 20 тысяч человек, однако в летне-осенний сезон численность находящихся в городе людей многократно выше из-за активного туристического потока.

## История
Кемер находится в исторической области Ликия, хранящей следы Александра Македонского, Марка Антония и других великих полководцев древности.
Вплоть до 1910 года Кемер представлял собой небольшое поселение и носил название Эскикёй (тур. Eskiköy — буквально «старая деревня»). Из его истории сохранился лишь тот факт, что в древности посёлок назывался Идирос. На протяжении многих лет с гор на него обрушивались селевые потоки, образовывавшие многочисленные озёра и болота. Для предотвращения дальнейших разрушений и заболачивания в 1910 году государство при поддержке местных жителей начало строительство каменной стены, завершившееся в 1917 году. Сооружение протянулось вдоль горных склонов на 23 км и выглядело как стена, опоясывающая горы, поэтому поселение получило новое название — Кемер, что в переводе с турецкого означает «пояс, ремень» (тур. Kemer).
До конца 1960-х годов в Кемер можно было добраться только по морю. С развитием Турецкой ривьеры как курортной зоны было построено шоссе D400, соединяющее всё южное побережье Турции, включая и Кемер. В 1990-е годы Кемер (с прилегающими посёлками) превратился в один из крупнейших туристических центров. В 2010 году на участке шоссе Анталья — Кемер были построены 3 новых туннеля, благодаря которым значительно увеличилась пропускная способность дороги и снизилась её аварийность.

## Климат
Кемер находится в зоне средиземноморского климата, но, несмотря на географическую близость к Анталье, имеет особые черты: муссонный характер климата выражен слабее, осадков по сравнению с Антальей меньше почти на четверть (особенно в зимние месяцы).
Лето в Кемере солнечное, сухое и очень жаркое, температура в послеполуденные часы порой превышает 40 °C в тени. Ясная погода в Кемере доминирует большую часть года (кроме зимних месяцев). Зима в Кемере обычно сопровождается едва заметными заморозками, морозы (даже небольшие) и снег очень редки. Температура морской воды в прибрежной зоне колеблется от 9—12 °C зимой до 23—26 °C в середине лета.
С запада Кемер окружают относительно высокие Таврские горы, поэтому ветра преобладают восточные и юго-восточные. Летом ветреных дней очень мало, осенью и зимой ветра усиливаются.
| Показатель                    | Янв. | Фев. | Март | Апр. | Май | Июнь | Июль | Авг. | Сен. | Окт. | Нояб. | Дек. |
| ----------------------------- | ---- | ---- | ---- | ---- | --- | ---- | ---- | ---- | ---- | ---- | ----- | ---- |
| Средний максимум, °C          | 8    | 9    | 12   | 15   | 20  | 25   | 30   | 29   | 25   | 20   | 15    | 11   |
| Средний минимум, °C           | 6    | 6    | 8    | 12   | 16  | 21   | 24   | 24   | 20   | 16   | 12    | 8    |
| Среднее число дней с осадками | 7    | 6    | 5    | 4    | 3   | 1    | 1    | 0    | 1    | 3    | 5     | 7    |
| Норма осадков, мм             | 237  | 231  | 92   | 101  | 88  | 29   | 4    | 1    | 31   | 130  | 121   | 269  |
| Средняя влажность, %          | 72   | 73   | 66   | 62   | 57  | 46   | 39   | 38   | 48   | 55   | 62    | 70   |
| Температура воды, °C          | 9    | 9    | 10   | 13   | 17  | 21   | 25   | 25   | 22   | 17   | 13    | 11   |
| Источник: Яндекс.Погода       |      |      |      |      |     |      |      |      |      |      |       |      |

## Курорт
Основной туристический интерес в Кемере представляют археологические памятники, природные ландшафты и инфраструктура пляжно-пакетного отдыха. Наибольшая часть туристов прибывает из России и Украины, несколько меньше — из Германии и Швеции.
Недалеко от Кемера находятся хорошо сохранившиеся развалины городов Фаселис и Олимпос. Некоторые археологические артефакты можно найти и в самом Кемере.
Наиболее известные природные достопримечательности Кемера и окрестностей: бухта в Чамьюва, горный каньон Гёйнюк, гора Тахталы, «горящая» гора Химера, дикий пляж Чиралы, пещера Бельдиби. По окрестностям Кемера проходит Ликийская тропа — один из известнейших маршрутов для пеших походов.
Туристическая инфраструктура Кемера — это множество гостиниц, от скромных семейных пансионатов и гостевых домов до роскошных пятизвёздочных отельных комплексов. Гостиничный фонд очень быстро развивается: если к 2000 году в городе было около 20 гостиниц и отелей, то в 2012 году их число превысило 200, а на начало 2017 года приближается к 300. Окружённый хвойным лесом и горами, подступающими вплотную к морю, Кемер привлекает туристов сочетанием красивой природы и развитой инфраструктуры (гостиницы, магазины, учреждения общепита, увеселительные заведения, пляжные и морские развлечения).
Из Кемера, как и из большинства турецких курортов, доступно множество экскурсий к другим туристическим достопримечательностям. По статистике российских туристических агентств, наибольшей популярностью в Кемере пользуются экскурсии в Анталью, Миры Ликийские и Памуккале.

## Достопримечательности
- Бульвар Ататюрка (тур. Atatürk Bulvarı) — главная улица Кемера
- Центральная площадь (на пересечении бульваров Ататюрка и Дёртйол) с памятником Кемалю Ататюрку, белокаменной часовой башней.
- Парк «Лунный свет» (Moonlight Park), располагающий насыпным песочным пляжем, аттракционами и заведениями общепита
- Историческая инсталляция «Йорюк парк», воссоздающая быт древних кочевников-йорюков
- Канатная дорога Olympos Teleferik и обзорная площадка на вершине горы Тахталы
- Дино-парк в посёлке Гёйнюк
- Ночные клубы Kristal, Aura и Inferno — эпицентр ночной жизни города с регулярными выступлениями звёзд турецкой и российской эстрады
- Мечеть Huzur Cami на бульваре Дёртйол
- Каньон Гёйнюк
- Дикий пляж Бельдиби

## Средства массовой информации
В городе Кемер вещает около 30 радиостанций в диапазоне FM, в том числе:
- 91.6 TRT Radiyo 3
- 94.6 TGRT
- 95.0 Akdeniz Antalya
- 95.6 TRT FM
- 95.8 Diyanet
- 97.3 Moral FM
- 97.6 Burc FM
- 98.0 Marti FM
- 98.4 Best FM
- 99.1 Pal FM
- 100.0 Power FM
- 100.6 Rad1 Ant
- 102.6 Metro FM Antalya
- 103.1 Kumsal
- 103.8 Viva
- 105.3 Kanalturk — Turkey Pop
- 105.7 Power Turk Once Muzik
- 106.0 Joy Turk
- 106.6 Cihan
- 107.3 Trt-FM

## Города-побратимы
- Химки, Россия
- Южный, Украина

## Галерея

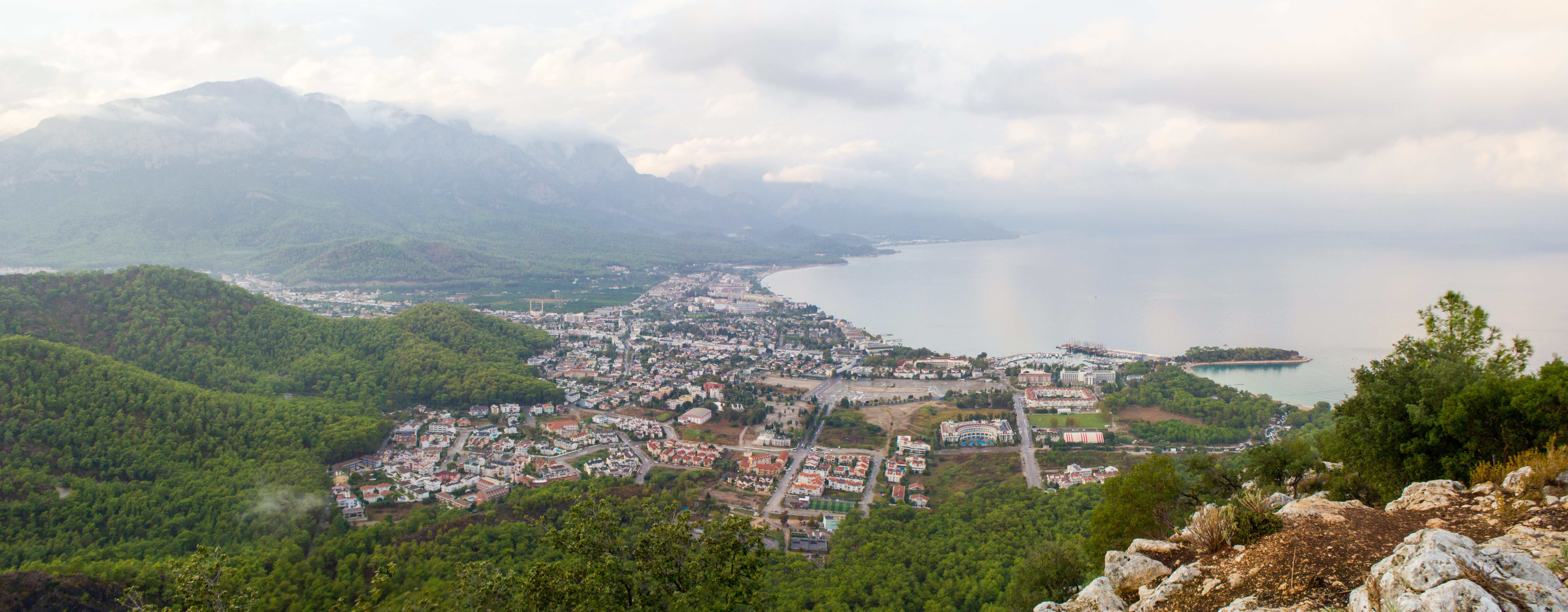
Город с высоты 310 метров
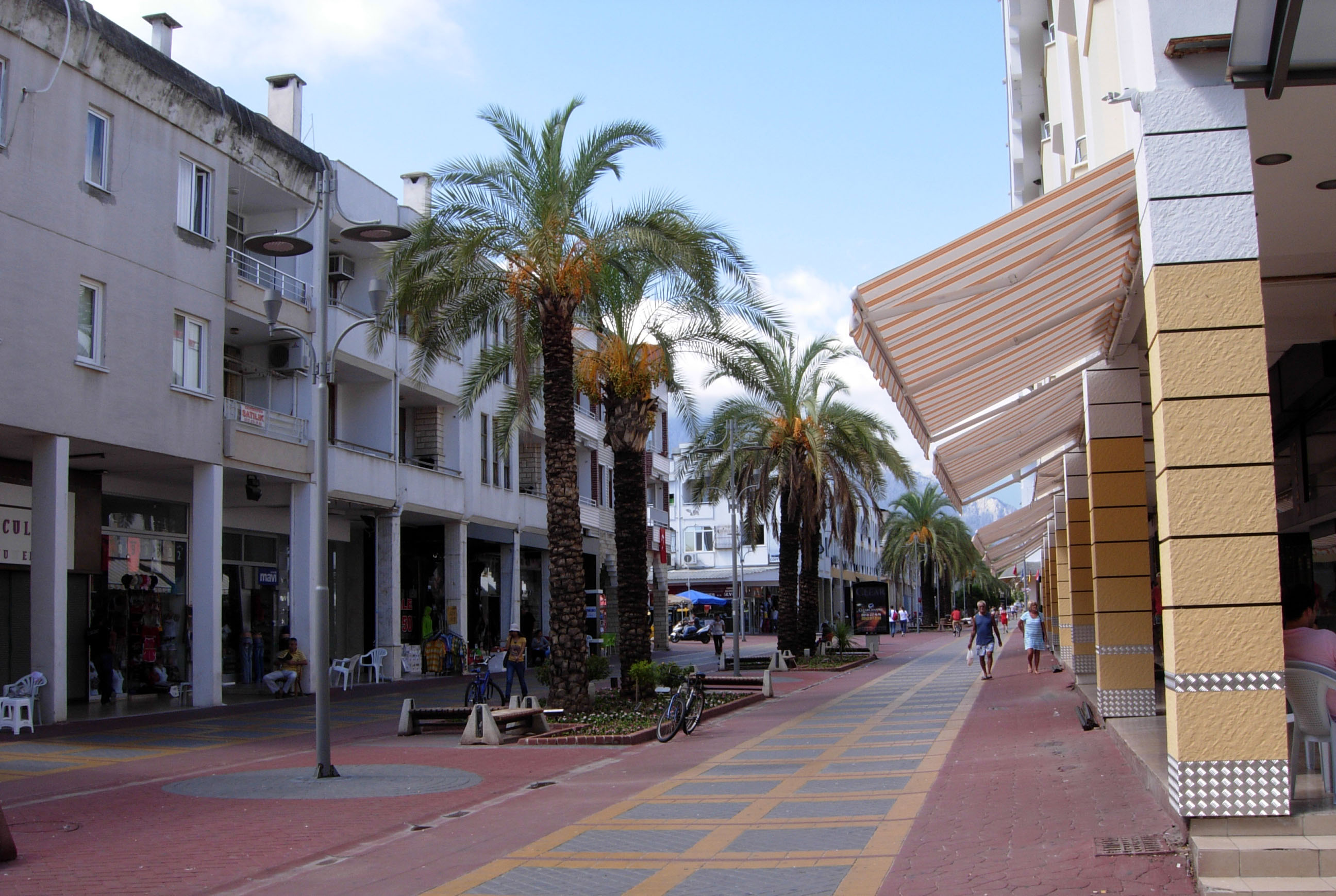
Улица города
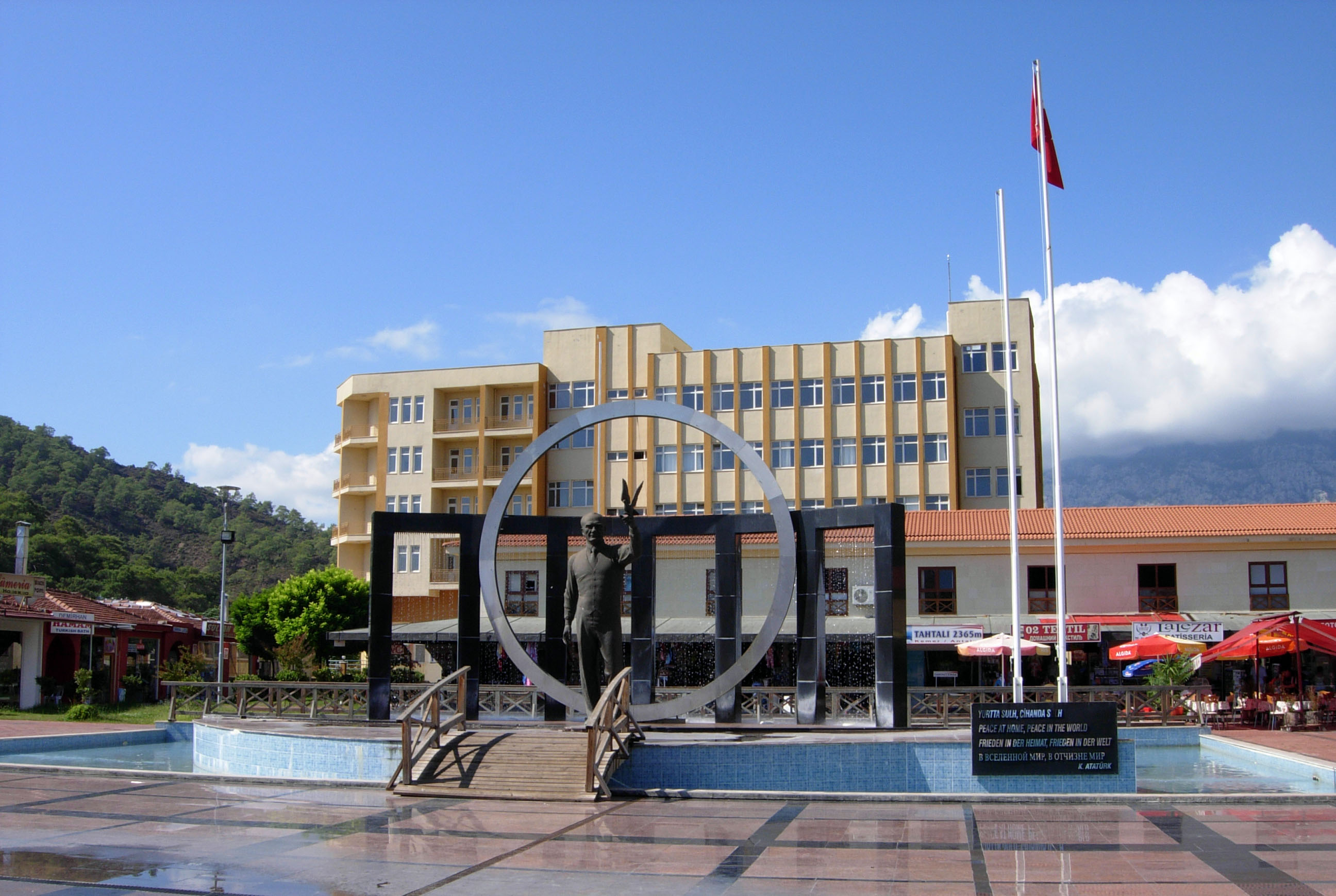
Городская площадь
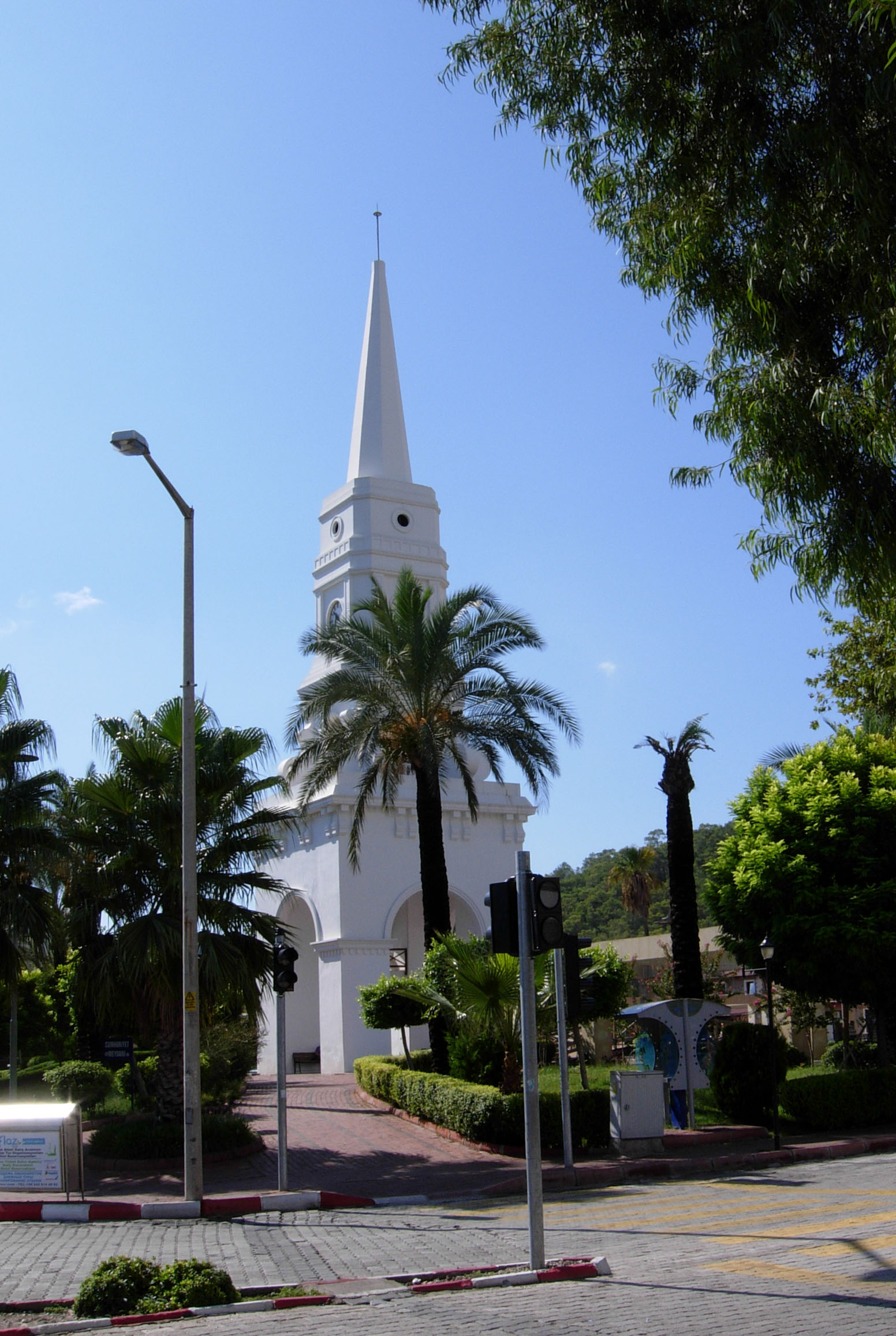
Часовая башня
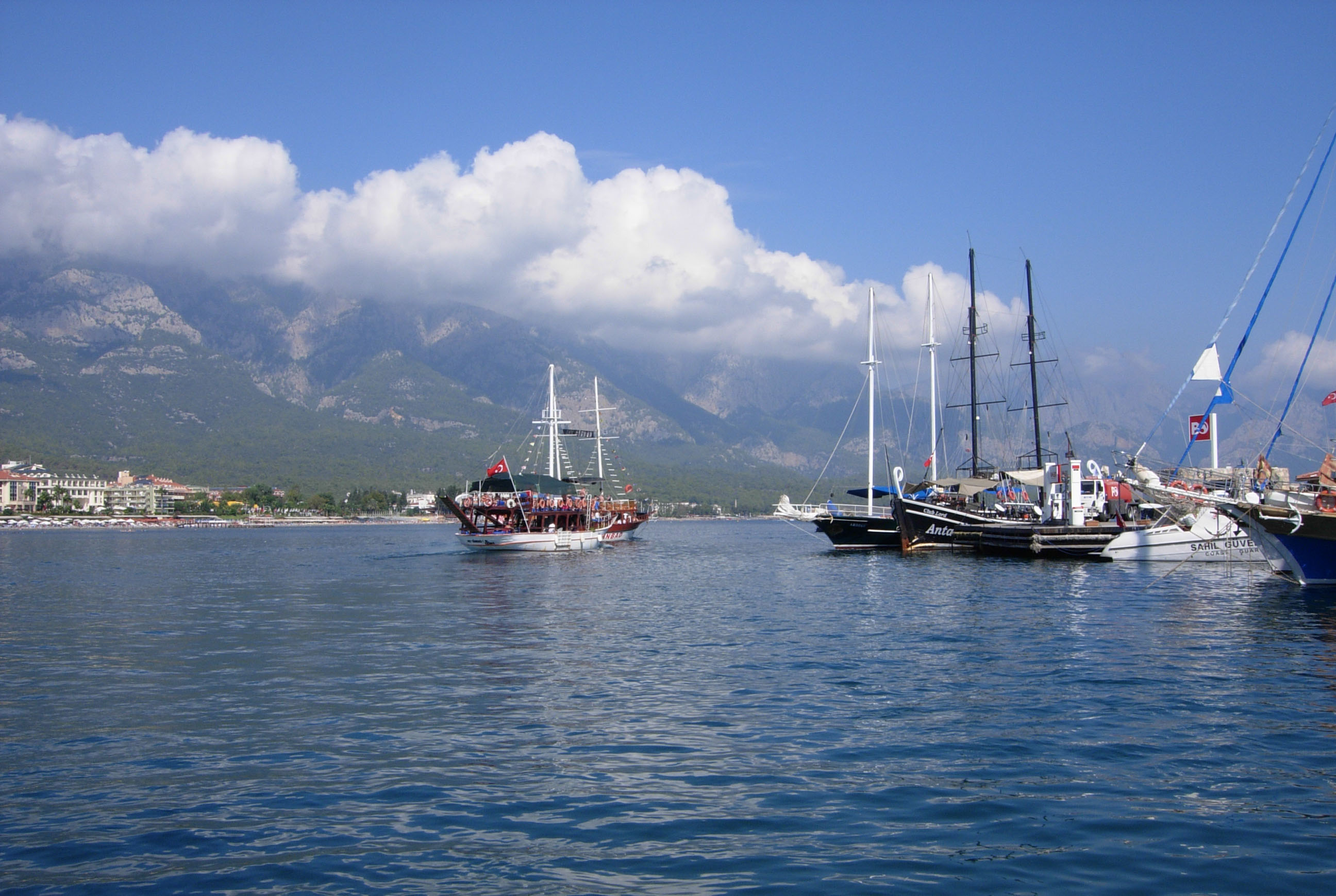
Порт Кемера
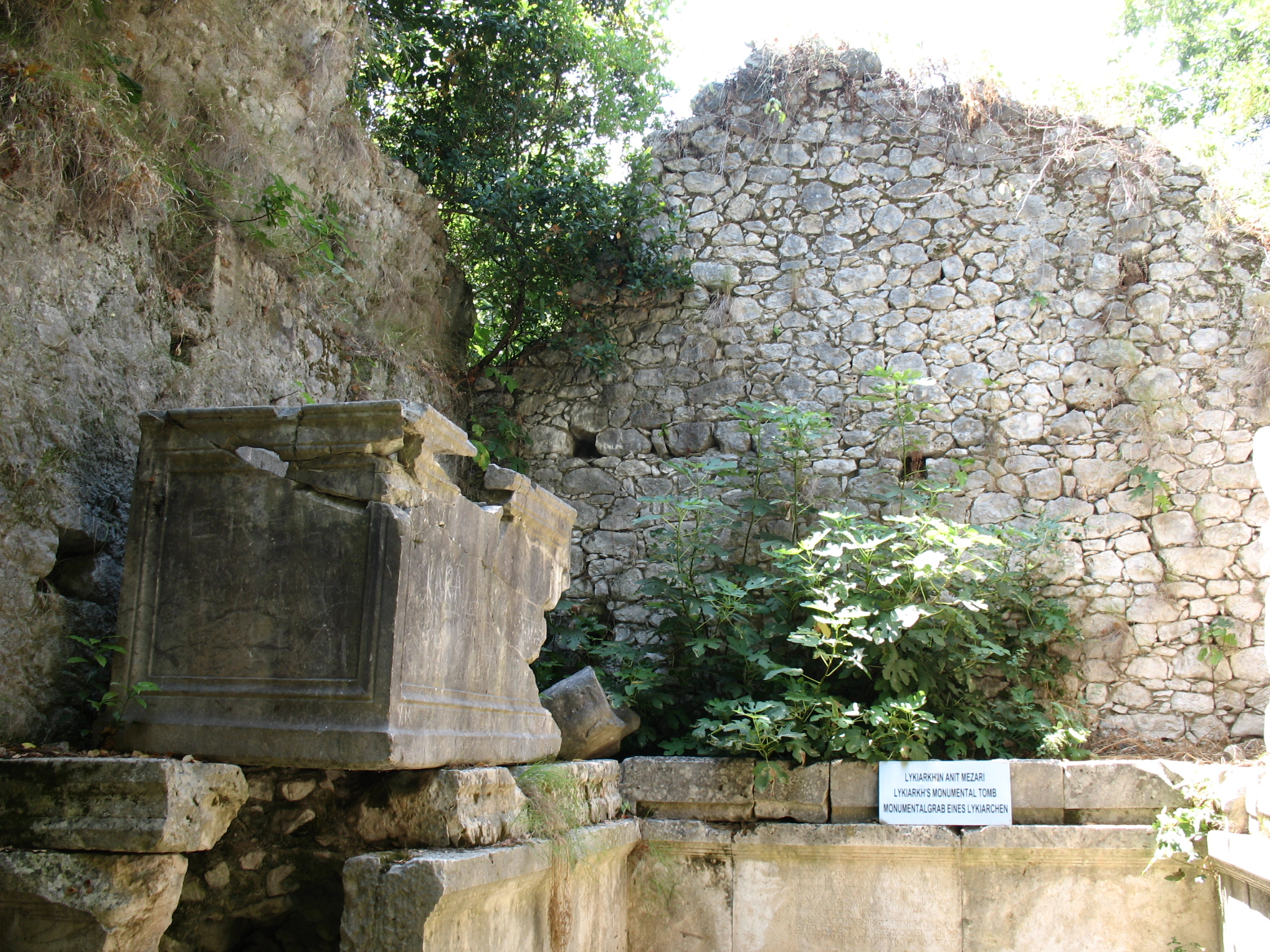
Гробница в Олимпосе
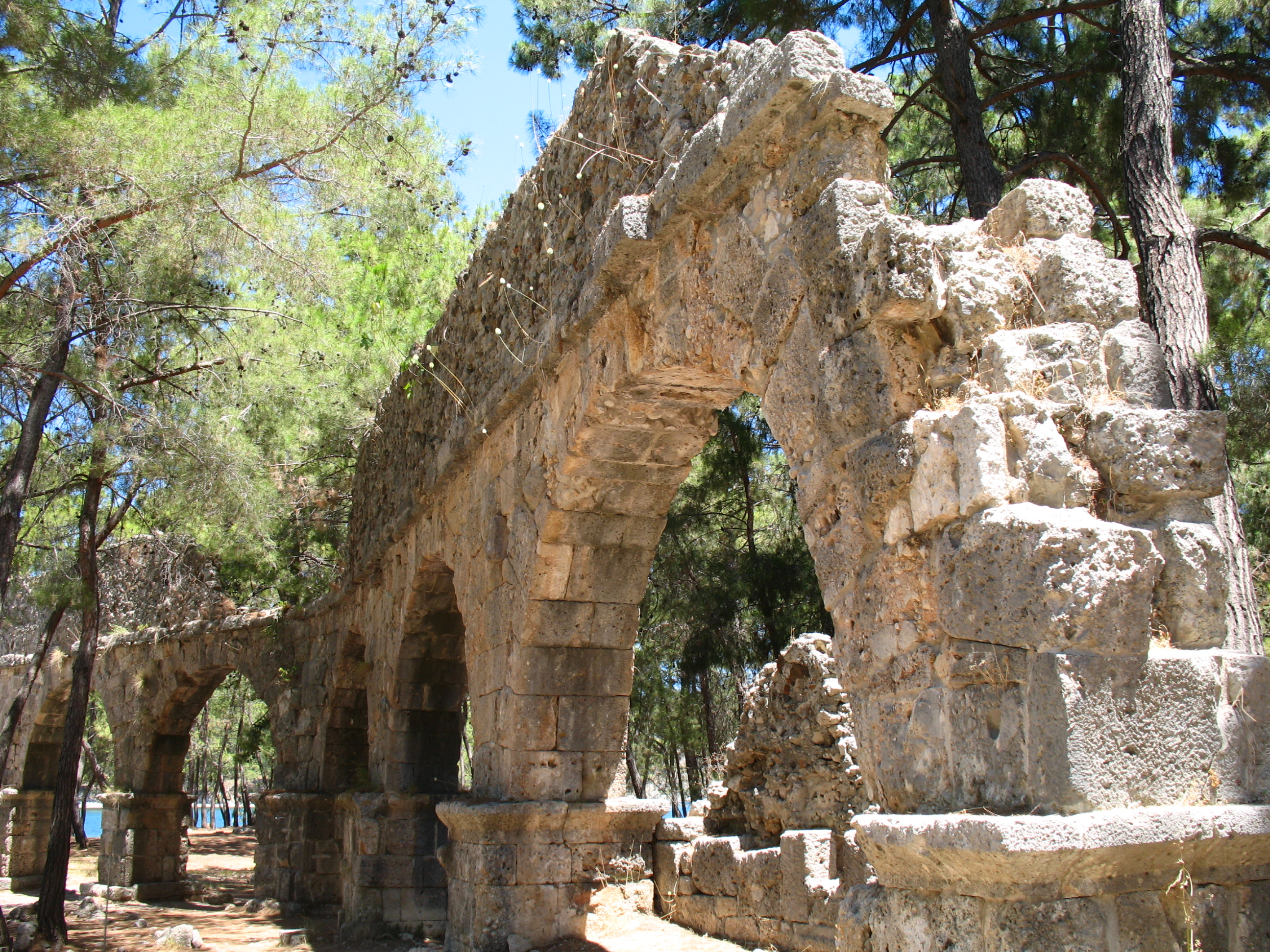
Акведук в Фаселисе
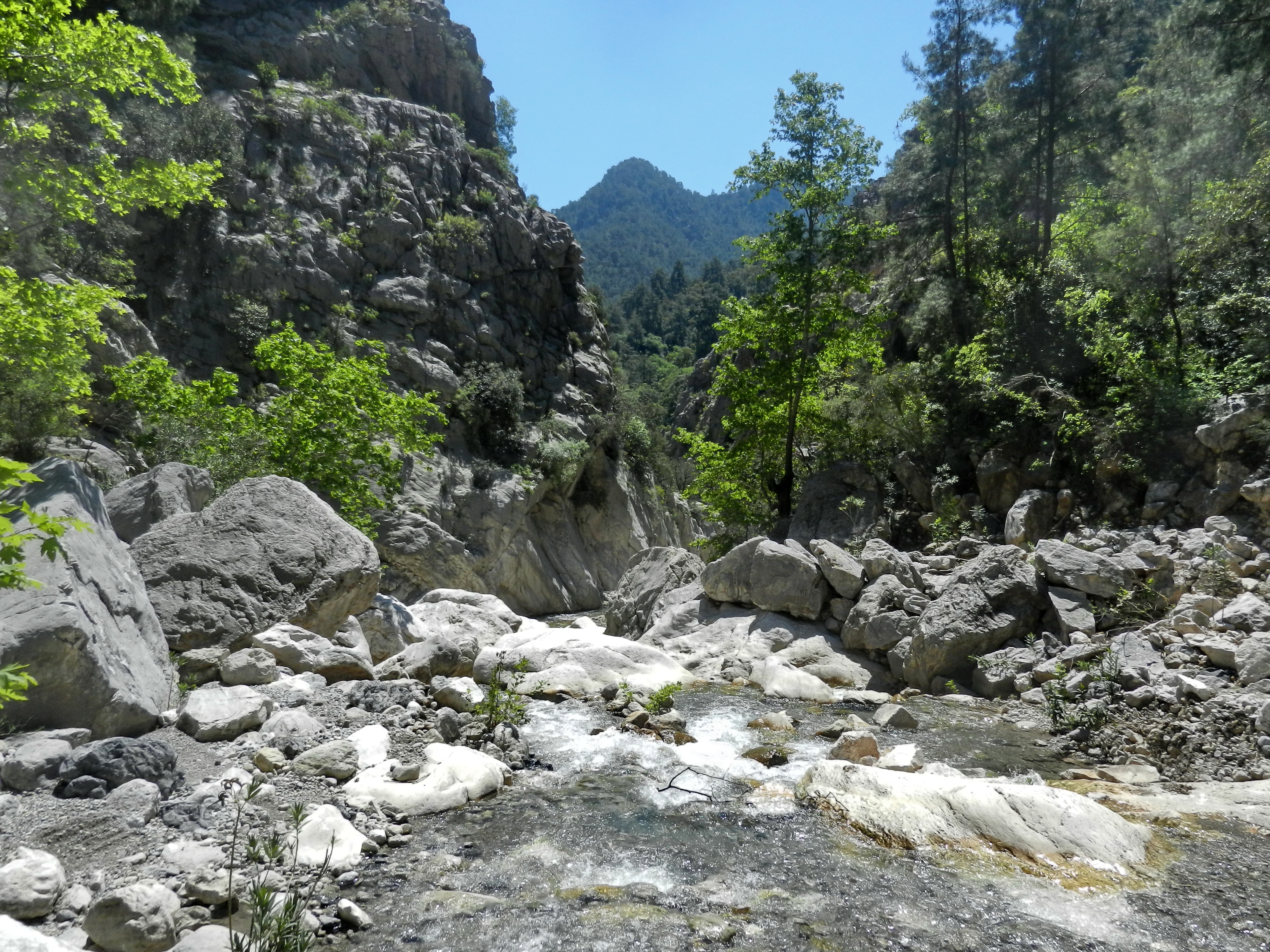
Каньон Гёйнюк